# 驾鹿乡
驾鹿乡是中国陕西省商洛市洛南县下辖的一个乡。

## 行政区划
驾鹿乡下辖以下行政区：
高山河村、甘江村、东河村、驾鹿村、上坪村、太子坪村、红庙村、黑山村、页岭村